# Station Westwoud
Station Westwoud (geografische afkorting Wwd) is een voormalig station aan de spoorlijn Zaandam - Enkhuizen. Het station van Westwoud was geopend van 6 juni 1885 tot 15 mei 1938. Het stationsgebouw uit 1884 is gesloopt in 1963. Het bouwwerk was van de architect M.A. van Wadenoyen die het Standaardtype Hemmen heeft ontworpen. Station Westwoud was ook van dit type.